# Douglasville
Douglasville é uma cidade localizada no estado americano de Geórgia, no Condado de Douglas.

## Demografia
Segundo o censo americano de 2000, a sua população era de 20.065 habitantes.
Em 2006, foi estimada uma população de 28.870, um aumento de 8805 (43.9%).

## Geografia
De acordo com o United States Census Bureau tem uma área de
55,7 km², dos quais 55,4 km² cobertos por terra e 0,3 km² cobertos por água.

## Localidades na vizinhança
O diagrama seguinte representa as localidades num raio de 20 km ao redor de Douglasville.